# Vera Cruz kommun, Rio Grande do Norte
Vera Cruz är en kommun i Brasilien.   Den ligger i delstaten Rio Grande do Norte, i den östra delen av landet, 1 700 km nordost om huvudstaden Brasília. Antalet invånare är 10 725.
Omgivningarna runt Vera Cruz är en mosaik av jordbruksmark och naturlig växtlighet. Runt Vera Cruz är det ganska tätbefolkat, med 108 invånare per kvadratkilometer.